# 薩諾斯
薩諾斯（英語：Thanos）是一名美國漫威漫畫創造的虛構超級反派角色。由漫畫家吉姆·史塔林所創造，首次登場於《鋼鐵人》（Iron Man）#55（1973年2月）。其名字源自於希臘死神塔納托斯（Thanatos）的變體。
在2009年，薩諾斯在IGN公布的「最偉大的美漫反派」中獲得第47名，此外薩諾斯的原型是DC漫畫的達克賽德。

## 人物
薩諾斯是一名原本生活在泰坦星上的永恆族，因為某些原因而被族人放逐，隨著力量和控制欲的增強，他開始了宇宙之旅，在此期間他遇見了實體化的死亡女神，為了贏得死亡女神的芳心，開始對自己的家鄉大肆殺戮，隨後他得到了力量無比強大的宇宙魔方。他的力量已近乎於神，他開始借助宇宙魔方的威力進攻地球，地球上的英雄們都無法阻止他的惡行，甚至非常輕鬆地打敗了復仇者聯盟。

## 能力
薩諾斯知道永恆族的所有哲理，這給予了他强大的力量、身體耐力和自癒能力。他的皮膚近乎無法摧毀。他被暗戀的死亡女神詛咒成為永生之前，他就已經可以不吃任何東西以及飲水也能生存。他也可以吸取宇宙能量。由於戴上無限手套的關係，他可以聚湧出魔法能量波或是通過雙眼和雙手釋放出等離子組態能量或宇宙能量。

## 其他媒體

### 電視
- 《復仇者聯盟之正義出擊》[2]：由Isaac C. Singleton Jr.[3]配音。
- 漫威電影宇宙：由喬許·布洛林回歸飾演薩諾斯。
  - 《神盾局特工》第五季第20集，克里人領袖塔瑞恩告知塔伯特將軍說地球另一處正在遭受泰坦霸王薩諾斯等黨羽的大舉入侵
  - 《無限可能：假如…？》第一季（2021年）[4]：動畫劇集，配音演出。

### 電影
- 漫威電影宇宙：由喬許·布洛林飾演薩諾斯。
  - 《復仇者聯盟》（2012年）：片尾客串，當時飾演者為達米恩·波提耶（英语：Damion Poitier）[5]。
  - 《星際異攻隊》（2014年）：以反派之一身分正式亮相。
  - 《復仇者聯盟2：奧創紀元》（2015年）：片尾客串，戴上無限手套（英语：Infinity Gems）打算親自迎戰復仇者們。
  - 《復仇者聯盟3：無限之戰》（2018年）：成功集齊六顆寶石，並彈指消滅了宇宙裡半數的生物[6]。
  - 《復仇者聯盟4：終局之戰》（2019年）：2018年的薩諾斯被索爾使用風暴毀滅者殺死，從2014年穿越到2023年的薩諾斯則被鋼鐵人用打響指的方式煙滅。
  - 《奇異博士2：失控多重宇宙》（2022年）：未掛名客串，838號宇宙中的薩諾斯，在泰坦星上試圖奪取時間寶石，但被838號宇宙的至尊史傳奇及光照會成員聯手擊殺[7]。

### 電子遊戲
- 《MARVEL未來之戰》：手機遊戲，薩諾斯是玩家可使用角色之一[8]。
- 《銀河守護隊：Telltale系列（英语：Guardians of the Galaxy: The Telltale Series）》：薩諾斯在其中登場，配音員為Jake Hart[9]。
- 《Marvel Super Hero》：薩諾斯是最終首領兼玩家可使用之隱藏人物。
- 《Marvel Vs Capcom 2:New Age Of Heroes》：薩諾斯是玩家可使用人物之一(初期不能使用，後解禁)
- 《Marvel Vs Capcom :Infinite》：薩諾斯是玩家可使用人物之一，在劇情模式中為兩個世界融合的黑手之一，後被奧創打敗及奪得其手上的無限寶石，並被奧創西格瑪所囚禁並裝上刑具，後被奇異博士與春麗所發現並帶返復仇者大樓，在維持囚禁狀態及解除刑具下指引鐵甲奇俠尋找其餘四粒無限寶石，在復仇者大樓遭奧創西格瑪入侵時，在危急情況下被釋放，並出手分別擊退奧創西格瑪及意圖奪取時間寶石的傑達・多瑪，同時亦對隆的殺意之波動感興趣，曾一度協助美國隊長等，在打敗鋼鐵人後從時間寶石中得知自己遭死亡女神背叛，在打敗葛摩菈及隆後，吸收隆的殺意之波動後消失。在故事模式的最後，薩諾斯會現身於死亡女神面前，然後利用吸收了隆的殺意之波動的特製手套向死亡女神挑戰。
- 《要塞英雄 大逃殺》
- 《漫威星際異攻隊》：從毀滅者德克斯的噩夢幻覺裡出現，非本人。
- 《漫威超級戰爭》：為戰士英雄，需抽獎獲得。

## 外部連結
- 薩諾斯（页面存档备份，存于） 在 Marvel.com